# Hétéroside
 (septembre 2020).
Si vous disposez d'ouvrages ou d'articles de référence ou si vous connaissez des sites web de qualité traitant du thème abordé ici, merci de compléter l'article en donnant les références utiles à sa vérifiabilité et en les liant à la section « Notes et références ».

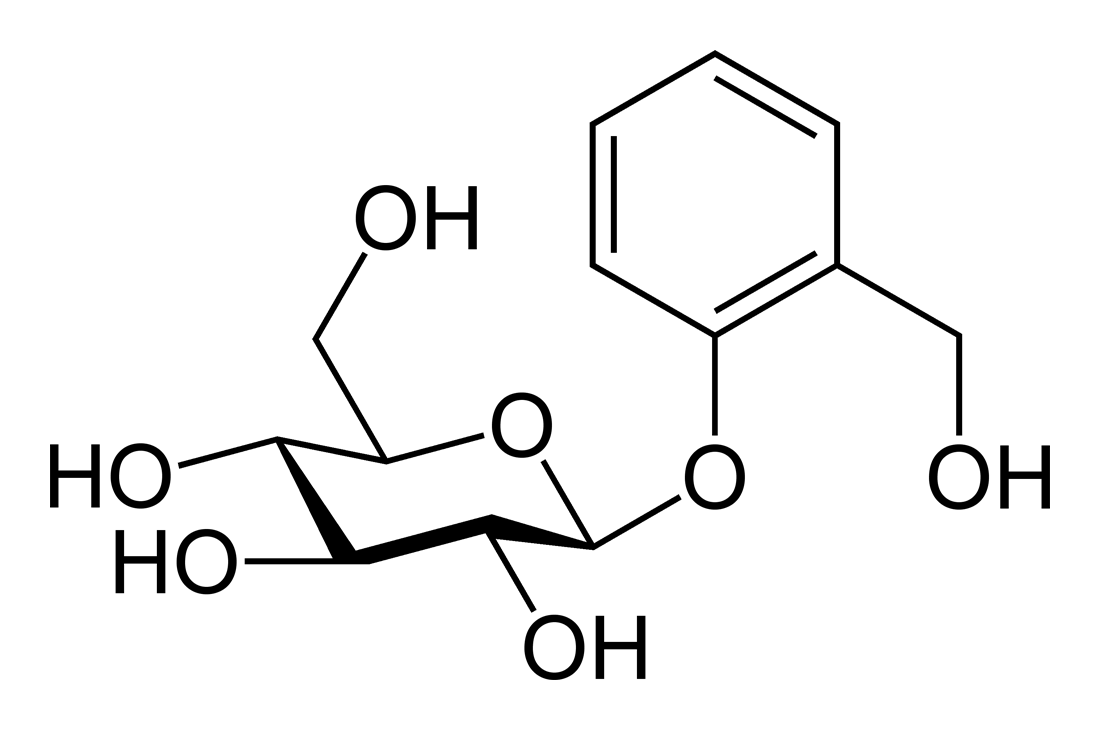
La salicyline est un hétéroside de glucose.

Les hétérosides (ou glycosides) sont des molécules nées de la condensation d’un sucre (ose, alors qualifié de glycone) et d'une substance non glucidique (appelées aglycone ou génine).
Ces deux éléments sont réunis par une liaison dite glycosidique  dont le type définit une classification du glycoside.
La liaison peut être de type O- (définissant un O-glycoside), de type N- (définissant une glycosylamine), de type S- (définissant un thioglycoside ex. glucosinolate), ou de type C- (définissant un C-glycoside). Cette liaison peut être rompue par hydrolyse, qui sépare donc glycone et génine.
La glycone (la partie « sucre » du glycoside) peut être un sucre simple (le glycoside est alors un monosaccharide) ou comporter plusieurs sucres (le glycoside est alors un oligosaccharide ou polysaccharide).
L'aglycone (partie non sucrée = génine) peut être de nature chimique très variée : il peut s'agir d'un alcool, d'un phénol, d'une substance à fonction aminée ou à fonction thiol, d'un stéroïde, etc. C'est elle qui confère à l'hétéroside l'essentiel de ses propriétés spécifiques (thérapeutiques ou toxiques par exemple).
Exemples : 
- les hétérosides de la digitale : digoxine, digitoxine ou digitaline, gitoxine, etc. ;
- les autres hétérosides cardiotoniques :
  - oléandrine (laurier-rose) ;
  - convallatoxine (muguet de mai) ;
  - scillarine (scille maritime) ;
  - strophantine (Strophanthus gratus, Acokanthera oblongifolia, Acokanthera ouabaio);
  - etc.
- les saponines ;
- etc.

## Hétérosides cardiotoniques
Substance d'origine végétale à structure stéroïdique qui exerce, entre autres, son action sur le cœur en augmentant la contraction du muscle cardiaque (et donc le débit du cœur), en ralentissant le rythme cardiaque et en diminuant la résistance artérielle ; ces médicaments, par exemple la digitaline sont très utiles dans certaines insuffisances cardiaques.

## Hétérosides cyanogénétiques
Ce sont des substances d'origine végétale qui par hydrolyse, libèrent de l'acide cyanhydrique (très toxique). Les hétérosides cyanogénétiques sont fréquents chez de nombreuses plantes (fougères, gymnospermes, Rosaceae, Fabaceae, Poaceae, Araceae, Euphorbiaceae, Passifloraceae). Quelques exemples : noyau de pêche, de cerise ou d'abricot, pépins de pommes, amandes amères, graines de lin, manioc, sorgho.
Sur le plan chimique on distingue deux familles d'hétérosides cyanogénétiques : ceux qui libèrent par hydrolyse de l'acétone (graines de lin, haricot de Lima : Linamaroside) et ceux qui libèrent par hydrolyse de l'aldéhyde benzoïque (prulaurasine dans le laurier-cerise, durrhine du sorgho, amygdaloside des amandes amères, viscianoside de la vesce, …).

## Hétérosides anthracéniques
Ce sont des dérivés de l'anthracène, molécule à propriété laxative et purgative. On les trouve dans les plantes.
- soit sous forme de génines (ou aglycones)[2] libres
- soit sous forme d'hétérosides.

On distingue les : 
- O-hétérosides : frangulosides, sennosides…
- C-hétérosides : aloïnes, nothofagine, aspalathine…
- O-hétérosides de C-hétérosides : cascarosides.

Selon la dose utilisée, les hétérosides anthracéniques ont une action laxative, purgative ou drastique.
Exemples de drogues à hétérosides anthracéniques :
| Plante                             | Nom latin             | Drogues végétales        | Principes actifs                                | Propriétés                                                        | Emplois                                                                |
| ---------------------------------- | --------------------- | ------------------------ | ----------------------------------------------- | ----------------------------------------------------------------- | ---------------------------------------------------------------------- |
| aloès (plante à feuilles épaisses) | Aloe ferox, Aloe vera | Suc épaissi des feuilles | Aloïnes                                         | Faible dose : Cholagogue Eupeptique Forte dose : Laxatif Purgatif | Digestif, traitement des constipations occasionnelles IDEOLAXYL*       |
| bourdaine (arbuste)                | Frangula dodonei      | Écorce séchée            | Frangulosides                                   | Laxatif ou purgatif selon la dose                                 | Tisane, dragées BOLDOFLORINE*, FUCA*, REX* Constipation exceptionnelle |
| cascara (petit arbuste)            | Rhamnus purshiana     | Écorce séchée            | Cascarosides                                    | Laxatif ou purgatif selon la dose                                 | REX*, FUCA*                                                            |
| séné (arbrisseau buissonnant)      | Cassia angustifolia   | Foliole et fruit         | Sennosides                                      | Drastique                                                         | Constipation très occasionnelle tisane de folioles                     |
| rhubarbe (plante herbacée)         | Rheum officinale      | Racine et rhizome        | Hétérosides anthracéniques                      | Laxatif ou purgatif et stomachique                                | Constipation occasionnelle                                             |
| casse (arbre tropical) canéficier  | Cassia fistula        | Pulpe du fruit           | Hétérosides anthracéniques + Pectine + Mucilage | Laxatif + diurétique                                              | Constipation occasionnelle                                             |